# Catotricha
Catotricha is een geslacht van insecten uit de familie Cecidomyiidae (galmuggen). De wetenschappelijke naam van het geslacht is voor het eerst geldig gepubliceerd in 1938 door Edwards.

## Soorten
De volgende soorten zijn bij het geslacht ingedeeld:
- Catotricha americana (Felt, 1908)[3]
  - = Catocha americana Felt, 1908
- Catotricha marinae Mamaev, 1985[4]
- Catotricha nipponensis (Alexander, 1924)[5]
  - = Catocha nipponensis Alexander, 1924
  - =[6] Catotricha antennata Alexander, 1959[7]
- Catotricha subobsoleta (Alexander, 1924)[5]
  - = Catocha subobsoleta Alexander, 1924
- Catotricha subterranea Mamaev, 1985[4]

### Synoniemen
- Catotricha fraterna Jaschhof 2000[6] =[8] Trichotoca fraterna (Jaschhof, 2000)
- Catotricha mesozoica Kovalev, 1990[9] =[8] Mesotrichoca mesozoica (Kovalev, 1990)